# 두 도시 이야기 (영화)
두 도시 이야기(A Tale Of Two Cities)는 영국에서 제작된 랠프 토머스 감독의 1958년 영화이다. 더크 보가드 등이 주연으로 출연하였다.

## 출연

### 주연
- 더크 보가드
- 도로시 터틴

### 조연
- 세실 파커
- 애센 세일러
- 이안 배넌
- 알피 베스
- 어니스트 클락
- 로잘리 크러츨리
- 프리다 잭슨
- 던컨 라몽
- 크리스토퍼 리
- 레오 맥켄
- 도널드 플레젠스
- 에릭 폴먼

## 제작진
- 원작자: 찰스 디킨스
- 미술: 카멘 딜론
- 의상: 베아트리스 도슨